# ژان دو بریاک
ژان دو بریاک (فرانسوی: Jean De Briac‎؛  ‏۱۵ اوت ۱۸۹۱ – ۱۸ اکتبر ۱۹۷۰) یک هنرپیشه اهل فرانسه بود. وی بین سال‌های ۱۹۲۰ تا ۱۹۶۲ میلادی فعالیت می‌کرد.
از فیلم‌ها یا برنامه‌های تلویزیونی که وی در آن نقش داشته است، می‌توان به دختر دانا، کازابلانکا، گیلدا، خانم سوئیسی، کله‌پا، آوای برنادت، لبه تیغ، تماشای راین، مادر مجرد، وسوسه باشکوه، آنتونی ادورس، ساده‌لوح در آکسفورد، سوئز، لویدز لندن، بوکانیر، کری، فریب اشاره کرد.